# دنی اکینو
دنی اکینو (انگلیسی: Dani Aquino؛ زادهٔ ۲۷ ژوئیهٔ ۱۹۹۰) بازیکن فوتبال اهل اسپانیا است.
از باشگاه‌هایی که در آن بازی کرده‌است می‌توان به باشگاه فوتبال اتلتیکو مادرید، باشگاه فوتبال رئال مورسیا، باشگاه فوتبال نومانسیا، باشگاه فوتبال رئال وایادولید، باشگاه فوتبال رئال اویدو، و باشگاه فوتبال اتلتیکو مادرید بی اشاره کرد.
وی همچنین در تیم‌های ملی فوتبال زیر ۱۷ سال اسپانیا و زیر ۱۹ سال اسپانیا بازی کرده‌است.